# Anémone noble
Anemone trifolia
Espèce
L’Anémone noble (Anemone trifolia), encore appelée Anémone trifoliée, est une espèce de plante à fleur de la famille des Ranunculaceae.
Elle ressemble à l'Anémone sylvie (Anemone nemorosa) mais avec une répartition plus restreinte limitée au sud et au centre de l'Europe, du Portugal et l'Espagne jusqu'à la Hongrie et, localement, au nord, en Finlande, où on en trouve une petite population. On la trouve dans les forêts de feuillus et les sites rocheux jusqu'à 1 800 mètres d'altitude. Les populations portugaise et espagnole (Anemone trifolia subsp. albida) se distinguent des populations restantes (A. T. subsp. trifolia).

## Description
La plante a des tiges de 10 à 30 cm de haut portant des fleurs simples, blanches (rarement rose pâle ou bleu pâle) de deux centimètres de diamètre, avec cinq à neuf (le plus souvent six) tépales elliptiques. Le fruit est un akène de 2 mm. Ses feuilles sont divisées en trois folioles lancéolées et forment un seul verticille de trois feuilles par tige, les folioles ont un bord cranté mais pas lobé. Le rhizome, trouvé directement sous la surface, est blanchâtre et tend à former des colonies denses,, Dans subsp. albida, les akènes sont pendants. L'espèce diffère de A. nemorosa par ses anthères blancs ou bleu pâle (contrairement aux anthères jaunes de A. nemorosa) et aux folioles simplement lancéolés sans échancrures profondes comme A. nemorosa.

## Galerie

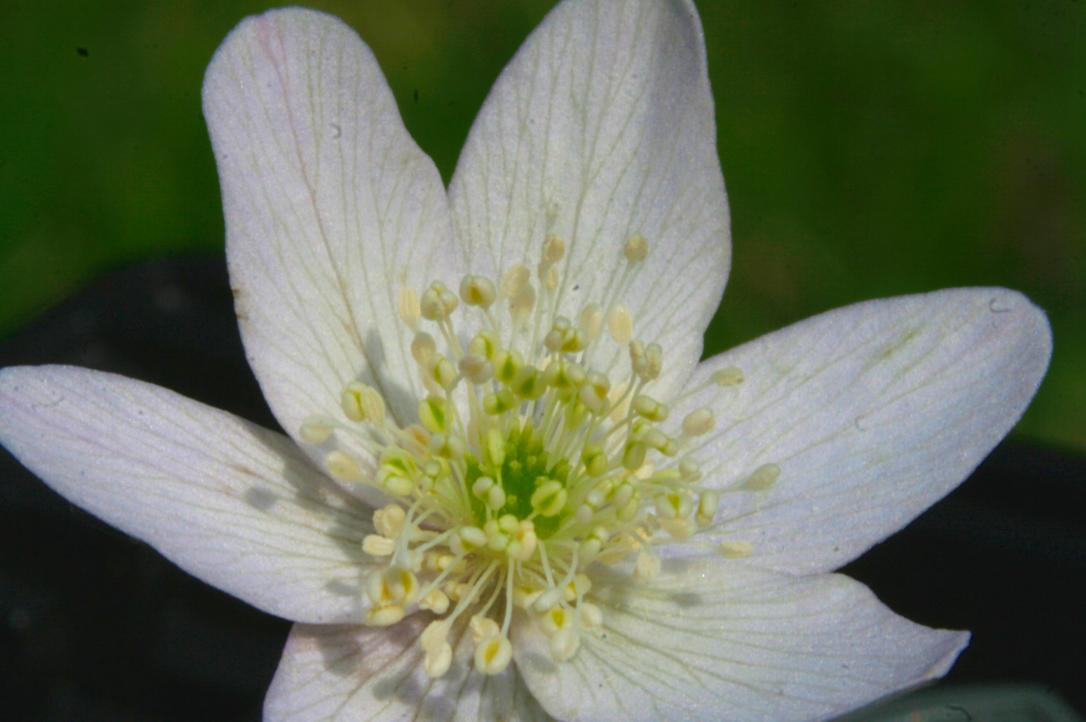
Fleur
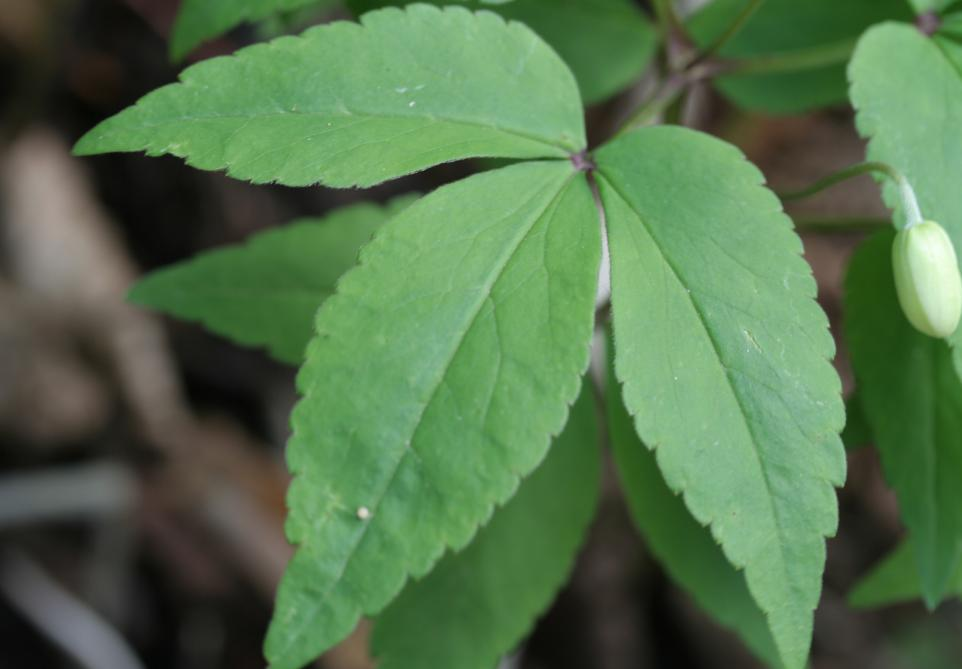
Feuille
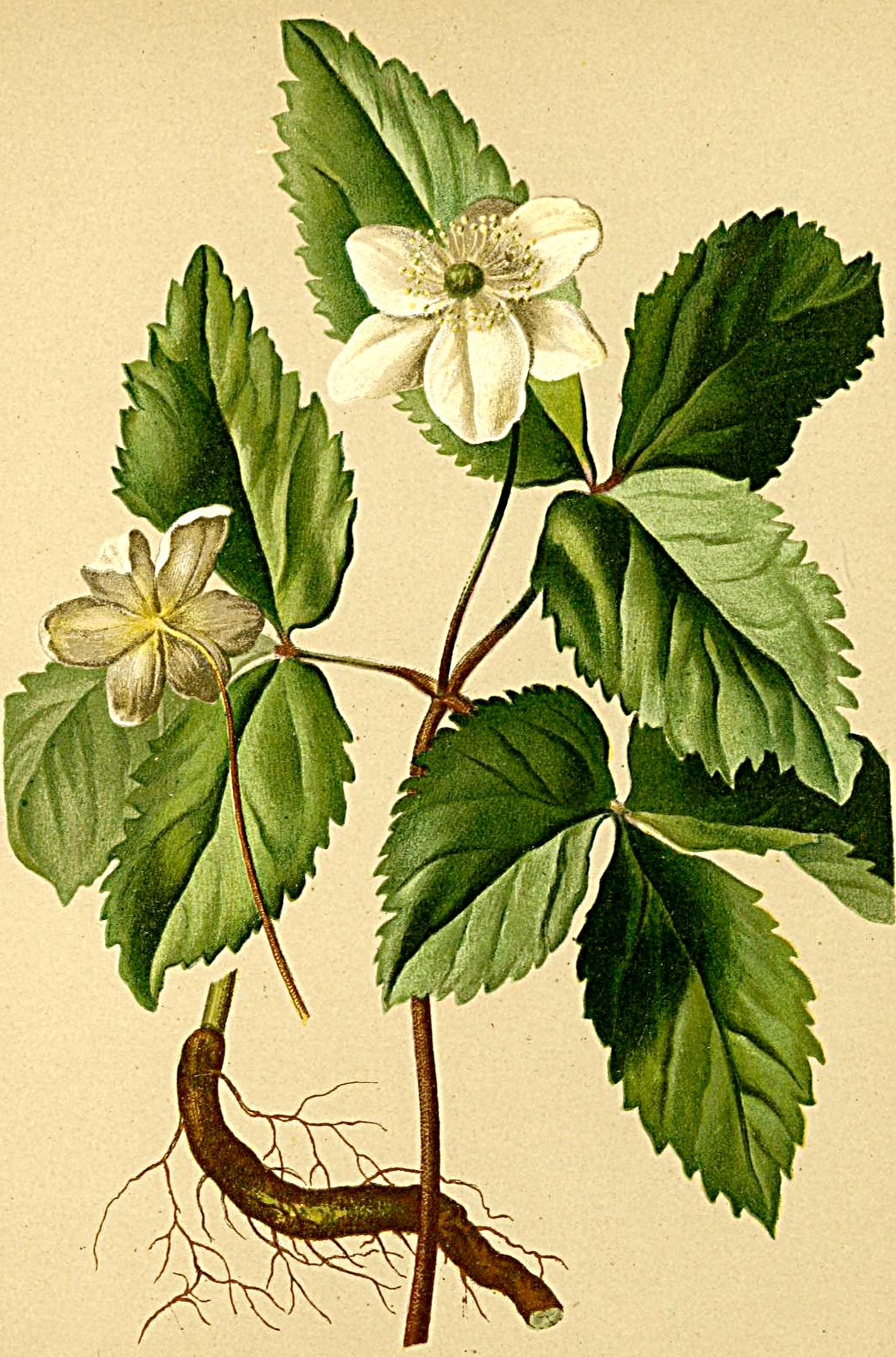
Planche botanique
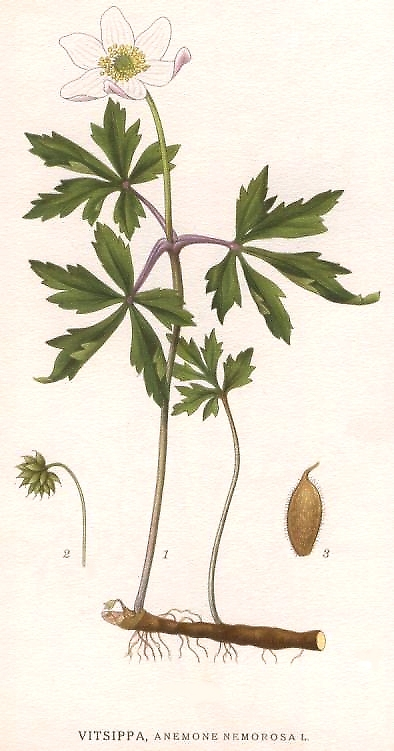
Anémone sylvie